# Сех Роман Миколайович
Рома́н Микола́йович Се́х (24 серпня 1989 — 22 січня 2015) — молодший сержант Збройних Сил України, учасник російсько-української війни.

## Короткий життєпис
Стрілець, 20-й окремий мотопіхотний батальйон, 93-тя окрема механізована бригада.
22 січня 2015 року російські збройні формування на бронетехніці заїхали у селище Красний Партизан, де знаходився блокпост зі взводом 20-го окремого мотопіхотного батальйону. 20 оборонців блокпосту, незважаючи на чисельну перевагу противника — до роти, яких з іншого боку посилювали танки, відбивалися дві години. Згодом терористи свідчили, що старший лейтенант Колісник, бився до кінця та загинув як герой. Коли закінчилися набої, терористи запропонували воякам здатися, але Колісник відмовився та віддав наказ відступати, сам же не покинув позиції. 9 українських вояків терористи полонили. Завдяки мужності вояків військові на інших блокпостах мали змогу мобілізуватися та ускладнили шлях терористів, котрі намагалися безперешкодно проїхати з Донецька в Горлівку.
Капелан 20-го батальйону отець Дмитро Поворотний вивіз з окупованої території тіла Колісника, молодшого сержанта Романа Сеха, солдата Сергія Слісаренка, молодшого сержанта Альберта Саруханяна.
Вдома залишилася мама.

## Нагороди та вшанування
- Указом Президента України № 311/2015 від 4 червня 2015 року, «за особисту мужність і високий професіоналізм, виявлені у захисті державного суверенітету та територіальної цілісності України, вірність військовій присязі», нагороджений орденом «За мужність» III ступеня (посмертно)[1].
- 18 вересня 2015 року у селищі міського типу Покровське на будівлі загальноосвітньої школи № 1 — Покровського ліцею (вулиця Горького, 77), де навчався Роман, йому відкрито меморіальну дошку.
- Вшановується в меморіальному комплексі «Зала пам'яті», в щоденному ранковому церемоніалі 22 січня[2][3].